# Dobreanka
Dobreanka (în ucraineană Добрянка) este o așezare de tip urban din raionul Ripkî, regiunea Cernihiv, Ucraina.  În secolul al XIX-lea, satul făcea parte din volostul Iarîlovîci, uezdul Horodnea. În afara localității principale, mai cuprinde și satele Atkîlnea și Verbivka.

## Demografie
Componența lingvistică a așezării de tip urban Dobreanka
     Rusă (60,92%)
     Ucraineană (36,4%)
     Belarusă (2,53%)
     Alte limbi (0,03%)
Conform recensământului din 2001, majoritatea populației așezării de tip urban Dobreanka era vorbitoare de rusă (60,92%), existând în minoritate și vorbitori de ucraineană (36,4%) și belarusă (2,53%).